# Hello, Dolly! (саундтрек, 2017)
Hello, Dolly! — саундтрек к бродвейскому мюзиклу «Хелло, Долли!» постановки 2017 года. Альбом был выпущен 12 мая того же года на лейбле Masterworks Broadway.

## Об альбоме
В 2017 году на Бродвей вновь вернулась постановка «Хелло, Долли!», режиссёром которой стал Джерри Закс; за обновлённые оркестровки отвечал Ларри Хэкман, а за музыкальное руководство — Энди Эйнхорн. Главная роль миссис Долли Галлахер Ливай досталась актрисе и певице Бетт Мидлер, а в роль Хораса Вандергелдера — Дэвиду Хайду Пирсу, также в постановке были заняты Гэвин Крил, Кейт Болдуин и Тейлор Тренч.
Альбом был выпущен 12 мая 2017 года. Он дебютировал с первой строчки в чарте Billboard Cast Albums, а также с 60 в чарте Billboard 200.

## Отзывы критиков
| Оценки критиков | Оценки критиков |
| Источник        | Оценка          |
| --------------- | --------------- |
| AllMusic        | [ 4 ]           |

Блэр Сандерсон в обзоре для AllMusic отметил, что эта репрезентация «Хелло, Долли!» обладает соответствующим чувством эпохи и причудливым Нью-Йоркским шармом, которые сохраняют свежесть этого старомодного мюзикла уже более полувека. Записанный звук он назвал безупречным — «словно сидишь в первом ряду и слышишь все голоса и каждую ноту оркестра». Также Сандерсон похвалил игру Бетт Мидлер, которой, по его словам, на Бродвее самое место. Как итог — четыре звезды из пяти.

## Награды и номинации
Ларри Хэкман был номинирован за лучшие оркестровки на таких премиях как «Тони» и Outer Critics Circle Award. Сам альбом был номинирован на премию «Грэмми» как лучший музыкальный театральный альбом.

## Список композиций
Слова и музыка всех песен — Джерри Херман.
| №  | Название                      | Исполнитель                                                  | Длительность |
| -- | ----------------------------- | ------------------------------------------------------------ | ------------ |
| 1. | «Overture»                    | Оркестр                                                      | 3:07         |
| 2. | «Call On Dolly»               | Компания                                                     | 0:38         |
| 3. | «I Put My Hand In»            | Бетт Мидлер, компания                                        | 2:58         |
| 4. | «It Takes A Woman»            | Дэвид Хайд Пирс, компания                                    | 2:36         |
| 5. | «Put On Your Sunday Clothes»  | Гэвин Крил, Тейлор Тренч, Бетт Мидлер, Уилл Бёртон, компания | 5:11         |
| 6. | «Ribbons Down My Back»        | Кейт Болдуин                                                 | 3:08         |
| 7. | «Motherhood»                  | Кейт Болдуин, Бетт Мидлер, Бини Фельдстайн                   | 1:40         |
| 8. | «Dancing»                     | Бетт Мидлер, Гэвин Крил, Тейлор Тренч, Кейт Болдуин          | 6:52         |
| 9. | «Before the Parade Passes By» | Бетт Мидлер, компания                                        | 4:32         |

| №   | Название                 | Исполнитель                                             | Длительность |
| --- | ------------------------ | ------------------------------------------------------- | ------------ |
| 10. | «Penny in My Pocket»     | Дэвид Хайд Пирс                                         | 2:49         |
| 11. | «Elegance»               | Кейт Болдуин, Тейлор Тренч, Бини Фельдстайн, Гэвин Крил | 2:30         |
| 12. | «The Waiters’ Gallop»    | Оркестр                                                 | 2:50         |
| 13. | «Hello, Dolly!»          | Бетт Мидлер, компания                                   | 6:40         |
| 14. | «It Only Takes a Moment» | Кейт Болдуин, Гэвин Крил, компания                      | 3:12         |
| 15. | «So Long Dearie»         | Бетт Мидлер                                             | 2:43         |
| 16. | «Finale»                 | Дэвид Хайд Пирс, Бетт Мидлер, компания                  | 1:42         |

## Чарты
| Чарт (2017)                             | Высшая позиция |
| --------------------------------------- | -------------- |
| США (Billboard 200)                     | 60             |
| США (Billboard Cast Albums)             | 1              |
| США (Billboard Top Album Sales)         | 21             |
| США (Billboard Top Current Album Sales) | 20             |